# عکاسی ورزشی

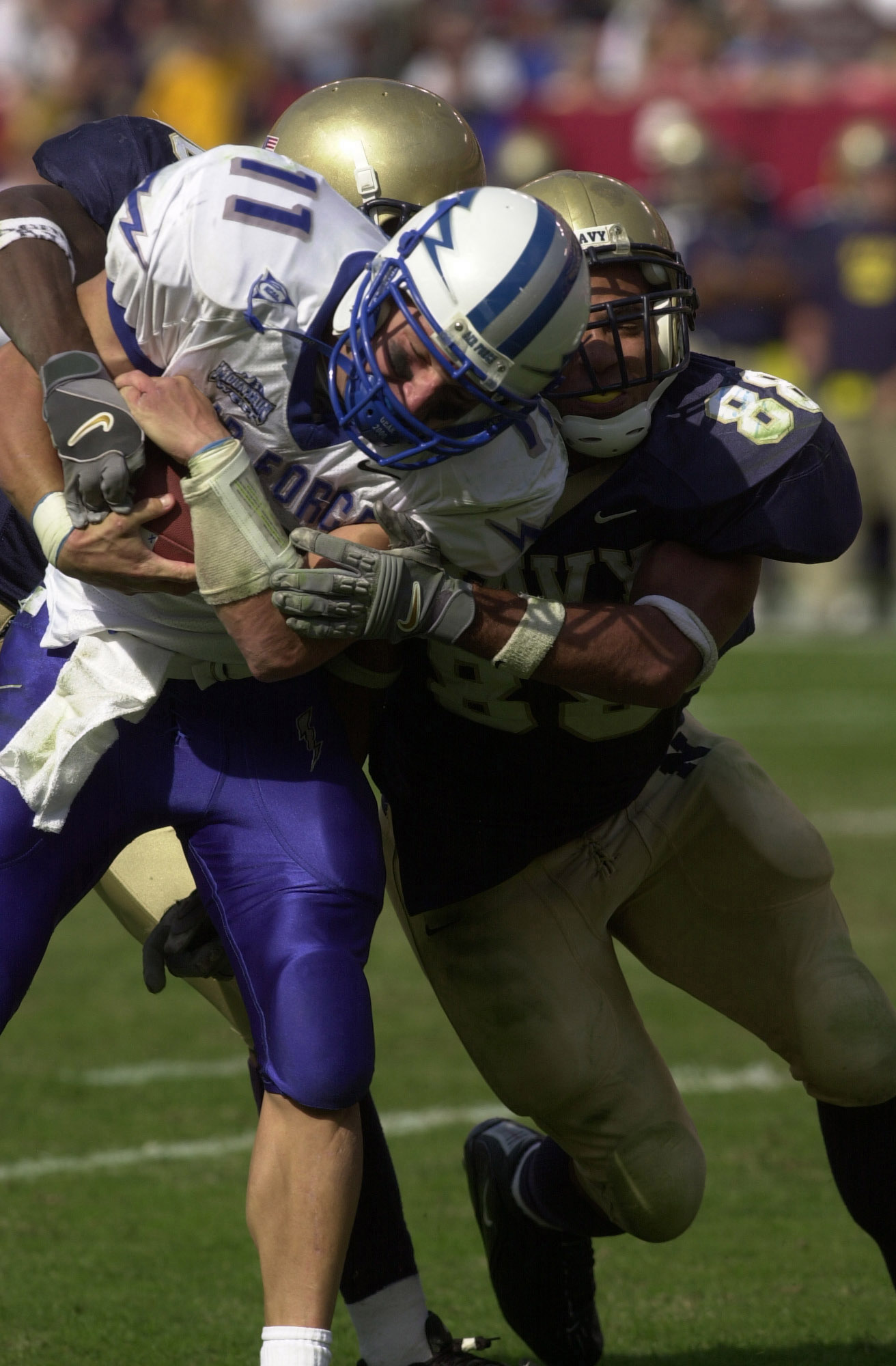
نمونه‌ای از یک عکس ورزشی

عکاسی ورزشی، شاخه‌ای از عکاسی است که در آن از صحنه‌های ورزشی عکسبرداری می‌شود. در این نوع عکاسی، تجهیزات و ابزارها نقش مهمی دارند زیرا سوژه متحرک است و عکاس هم از صحنه دور است بنابراین داشتن لنزهای قدرتمندی همچون تله و زوم لازم است. همچنین دوربین هم باید قابلیت استفادهٔ پیاپی شاتر را داشته باشد. مهم‌ترین مسئله در عکاسی از سوژه‌های ورزشی توجه به سرعت شاتر است. سوژه‌های ورزشی در اغلب مواقع در حال حرکت با سرعت بالا هستند، بنابراین عکاس باید تمام توان و امکانات عکاسی خود را به کار گیرد تا سوژه ورزشی را در یک لحظه از زمان فریز کند (مگر در مواقعی که عکاس سعی دارد مفهومی خاص را در عکس دنبال کند، به عنوان مثال محو بودن پای اسب‌ها در یک مسابقه سوارکاری، جهت انتقال هیجان حرکت و سرعت)
در بیشتر مواقع عکاسان ورزشی از دوربین‌هایی استفاده می‌کنند که توان ثبت تصاویر متوالی زیادی را داشته باشند تا در میان آن‌ها لحظه‌ای که حتی از چشم عکاس هم دور مانده بوده، خود را نشان دهد.

## سایر سبک‌های عکاسی
- عکاسی اجسام بی‌جان
- عکاسی طبیعت
- عکاسی منظره
- عکاسی پرتره
- عکاسی معماری
- عکاسی ماکرو
- عکاسی زیرآب
- عکاسی خبری
- عکاسی مد
- عکاسی حیات وحش
- عکاسی انتزاعی
- عکاسی مادون قرمز
- عکاسی نجومی

## نگارخانه
عکاس‌های ورزشی:

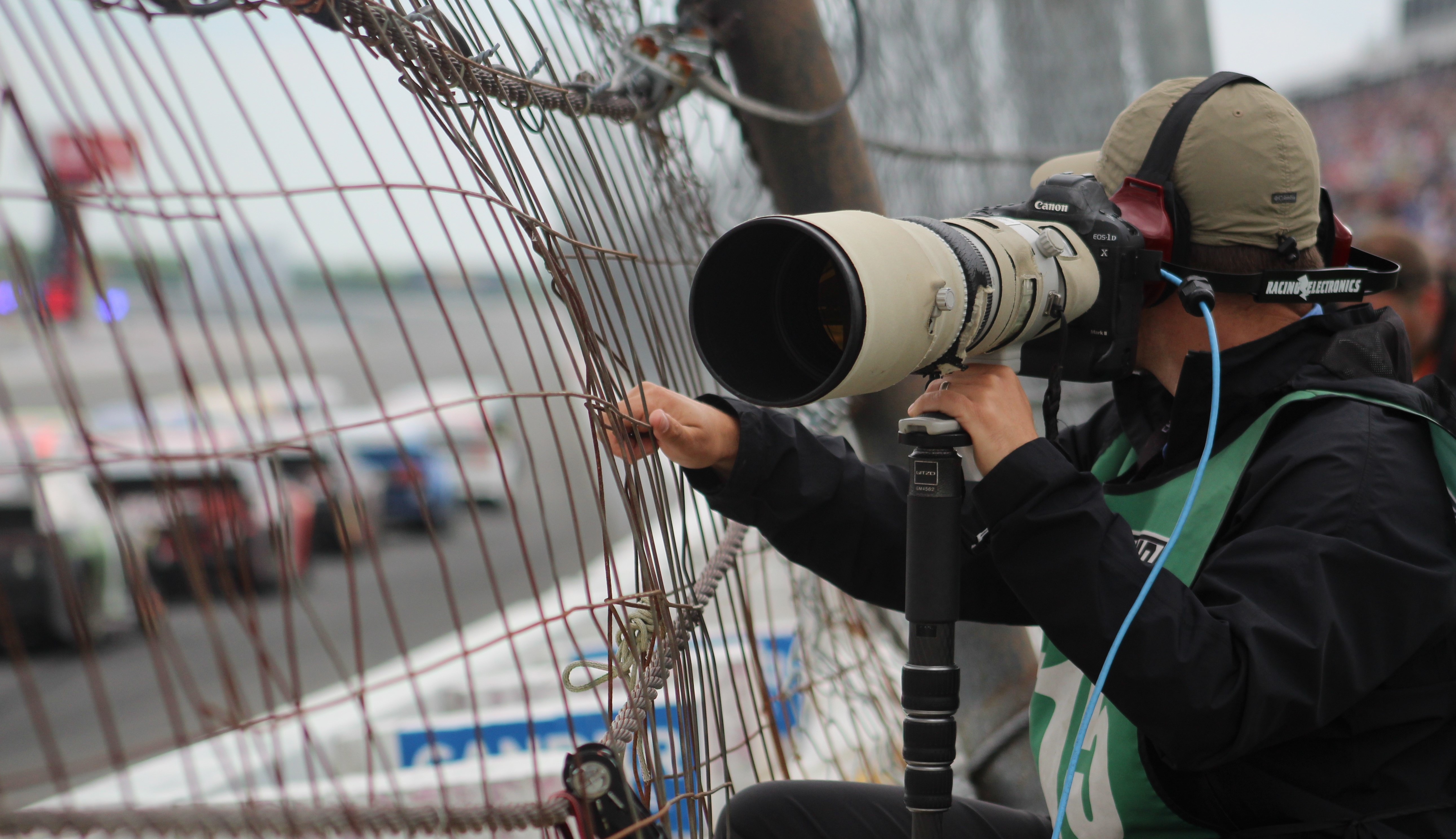
یک عکاس ورزشی در مسابقات جام ناسکار به اطراف نگاه می‌کند.
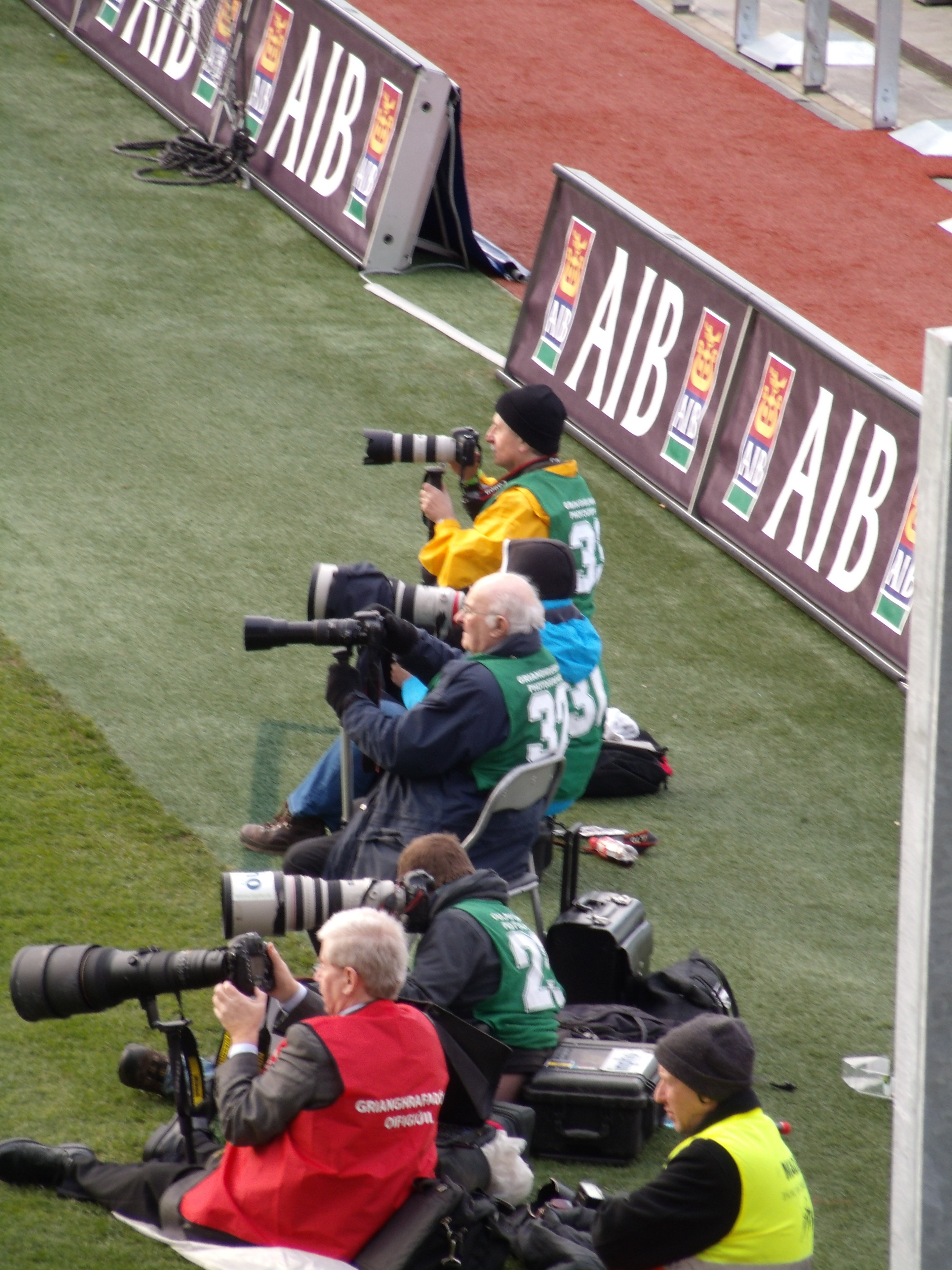
عکاسان در یک بازی در کروک پارک، ایرلند با استفاده از لنزهای تله فوتو عکاسی می‌کنند.
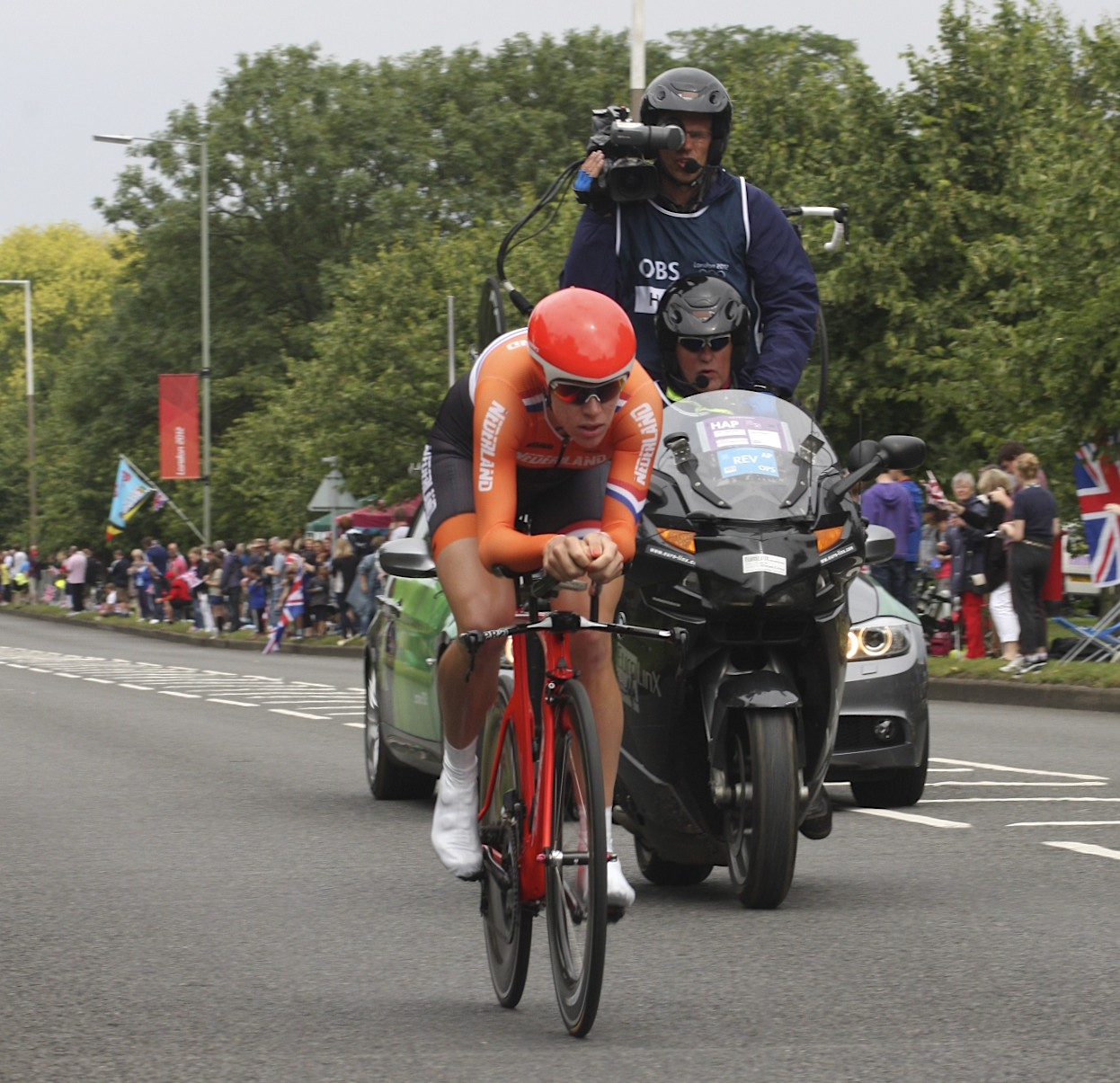
یک فیلمبردار الن ون دایک را در بازی‌های المپیک تابستانی ۲۰۱۲ دنبال می‌کند. عکاسی از روی موتور اغلب در ورزش‌های استقامتی انجام می‌شود
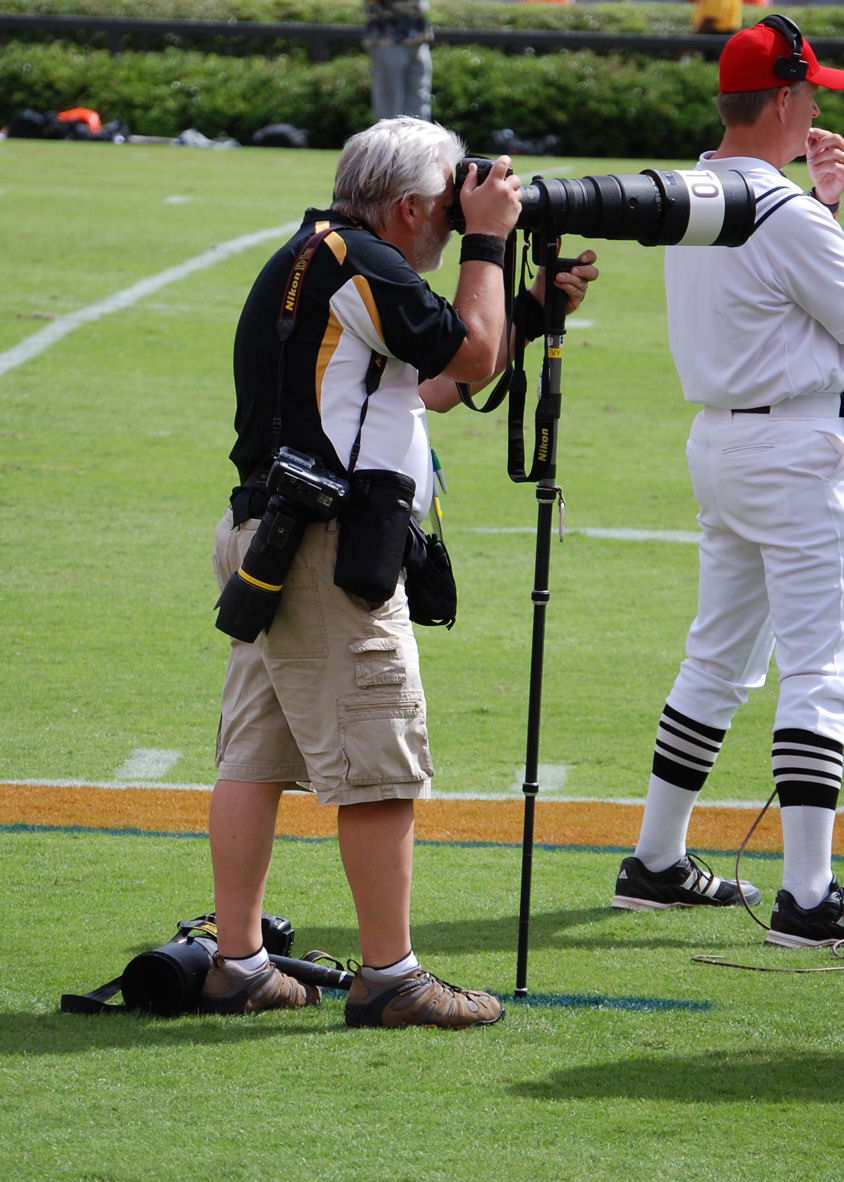
عکاس در حاشیه یک بازی فوتبال آمریکایی با چندین دوربین، لنزهای بلند و مونوپاد.
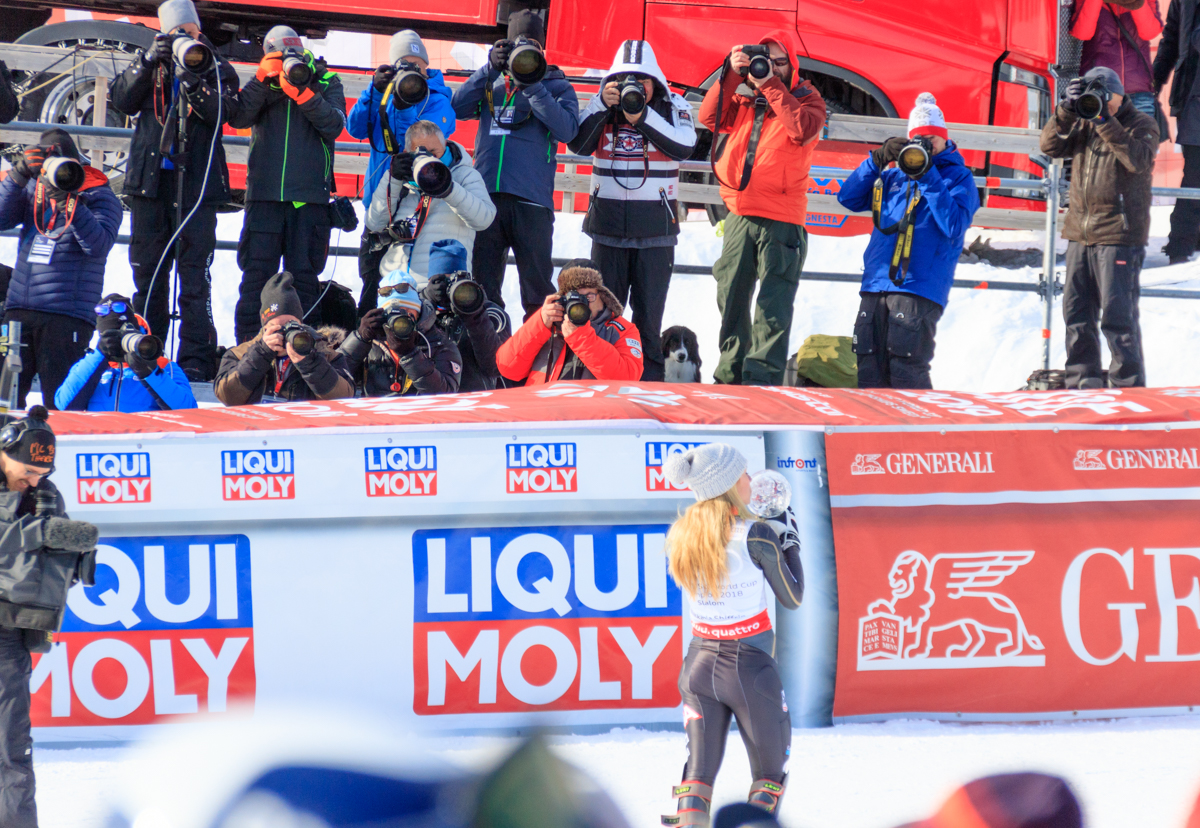
عکاسان اسکی باز میکائلا شیفرین را شکار کردند
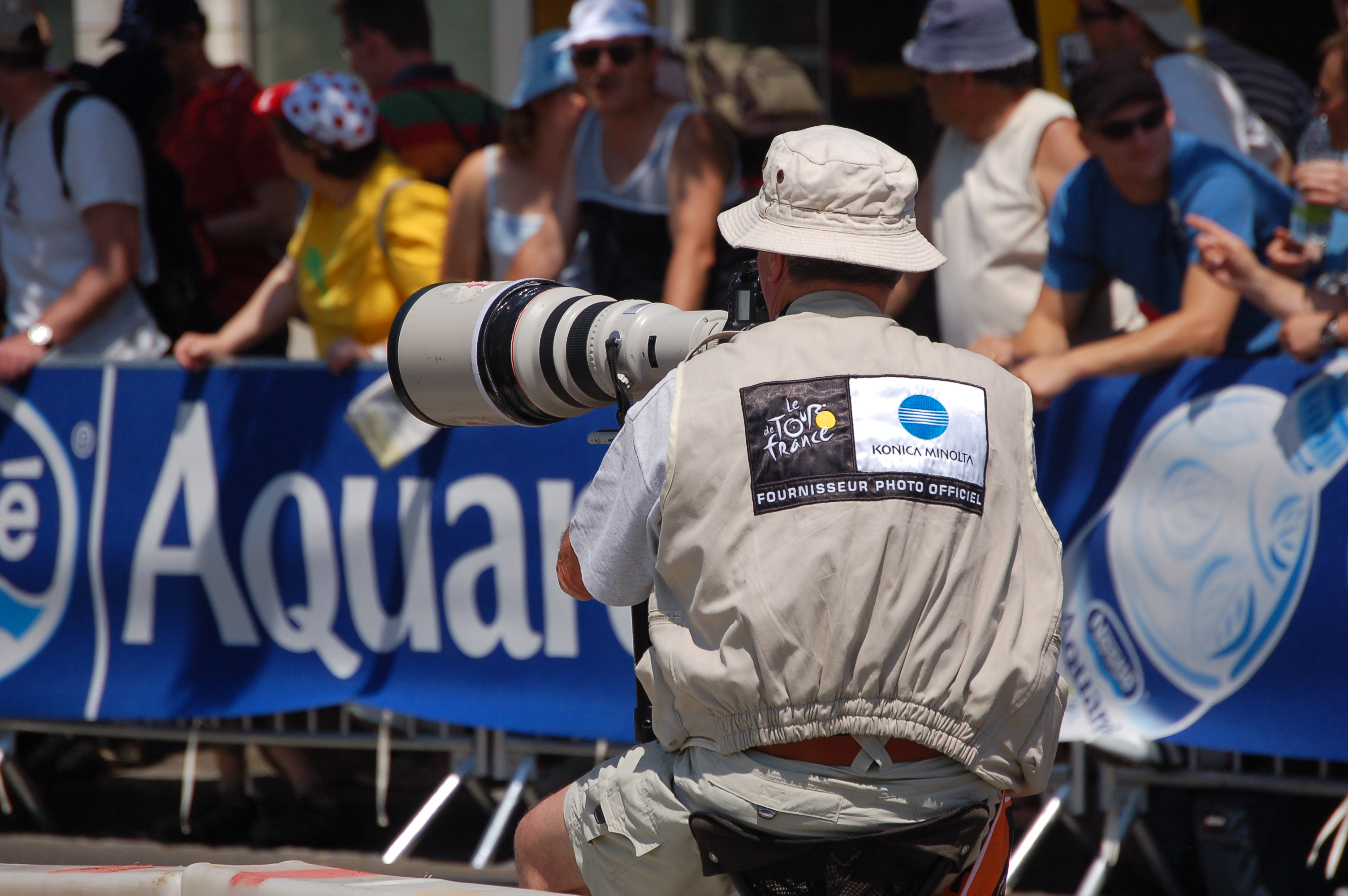
یک عکاس ورزشی از تور دو فرانس در سال ۲۰۰۶ عکس می‌گیرد.
یک عکاس ورزشی با یک لنز سوپر تله معمولی، یک لنز تله فوتو سریع با فاصله کانونی بسیار زیاد، در یک مسابقه فوتبال.
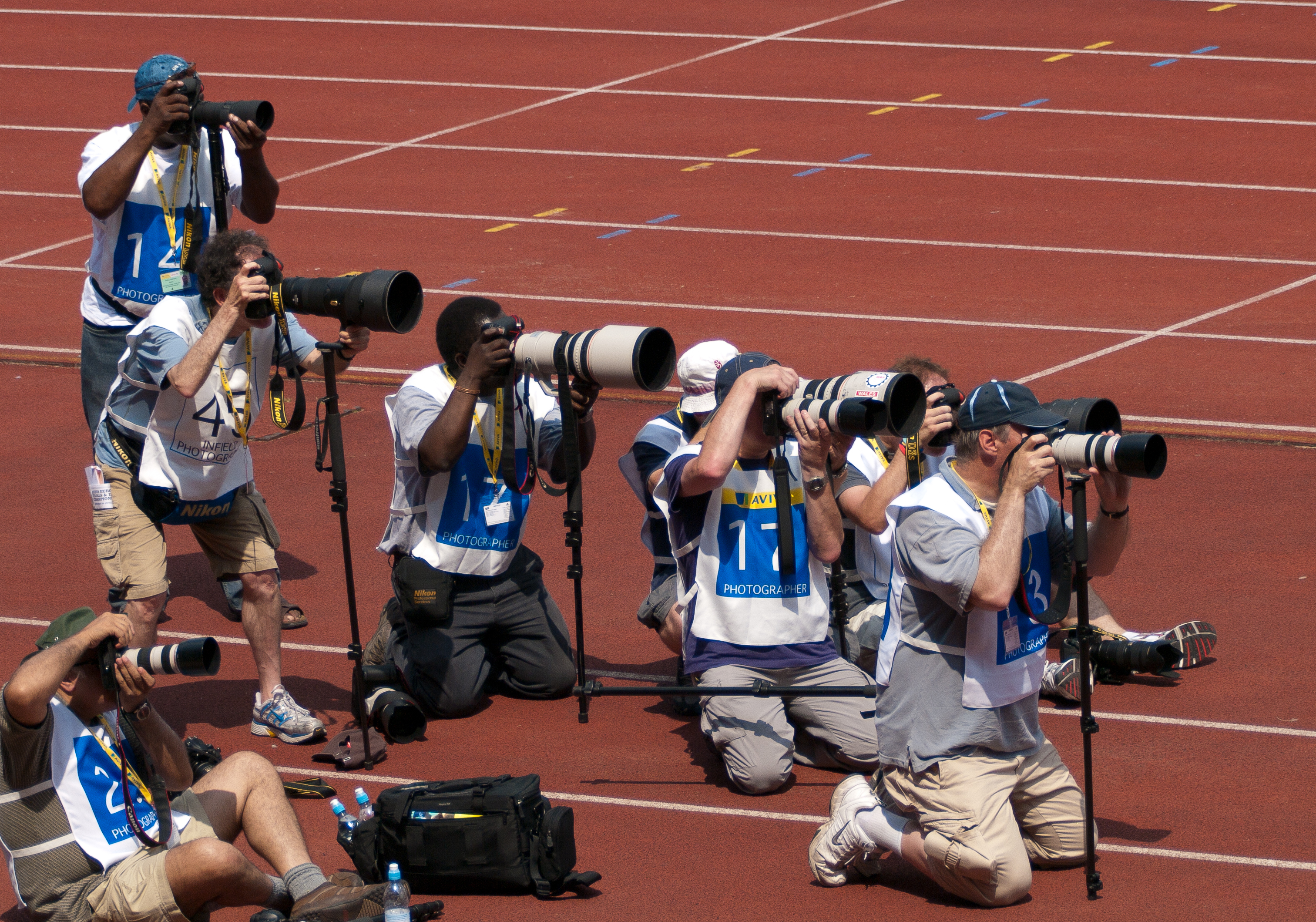
عکاسان حرفه‌ای در یک رویداد دو و میدانی. مناطق عکس اختصاص داده شده توسط سازمان‌دهنده و انتخاب یک چشم‌انداز مطلوب اغلب باعث می‌شود که عکاسان معتبر مجبور به رقابت برای تصاویر تقریباً یکسان شوند.
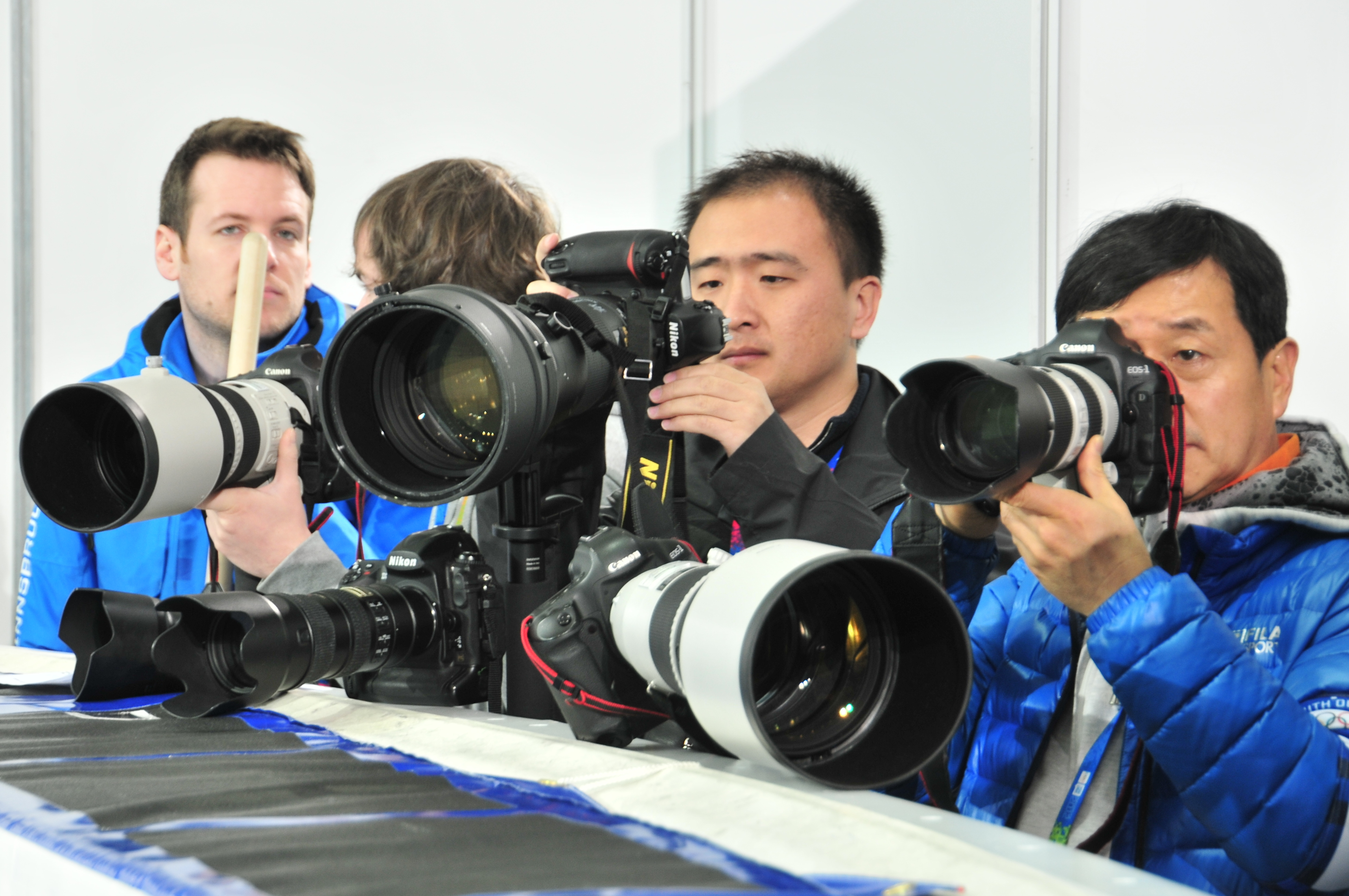
گروهی از عکاسان حرفه ای ورزشی در اولین بازی های المپیک زمستانی جوانان (۲۰۱۲) در اینسبروک.
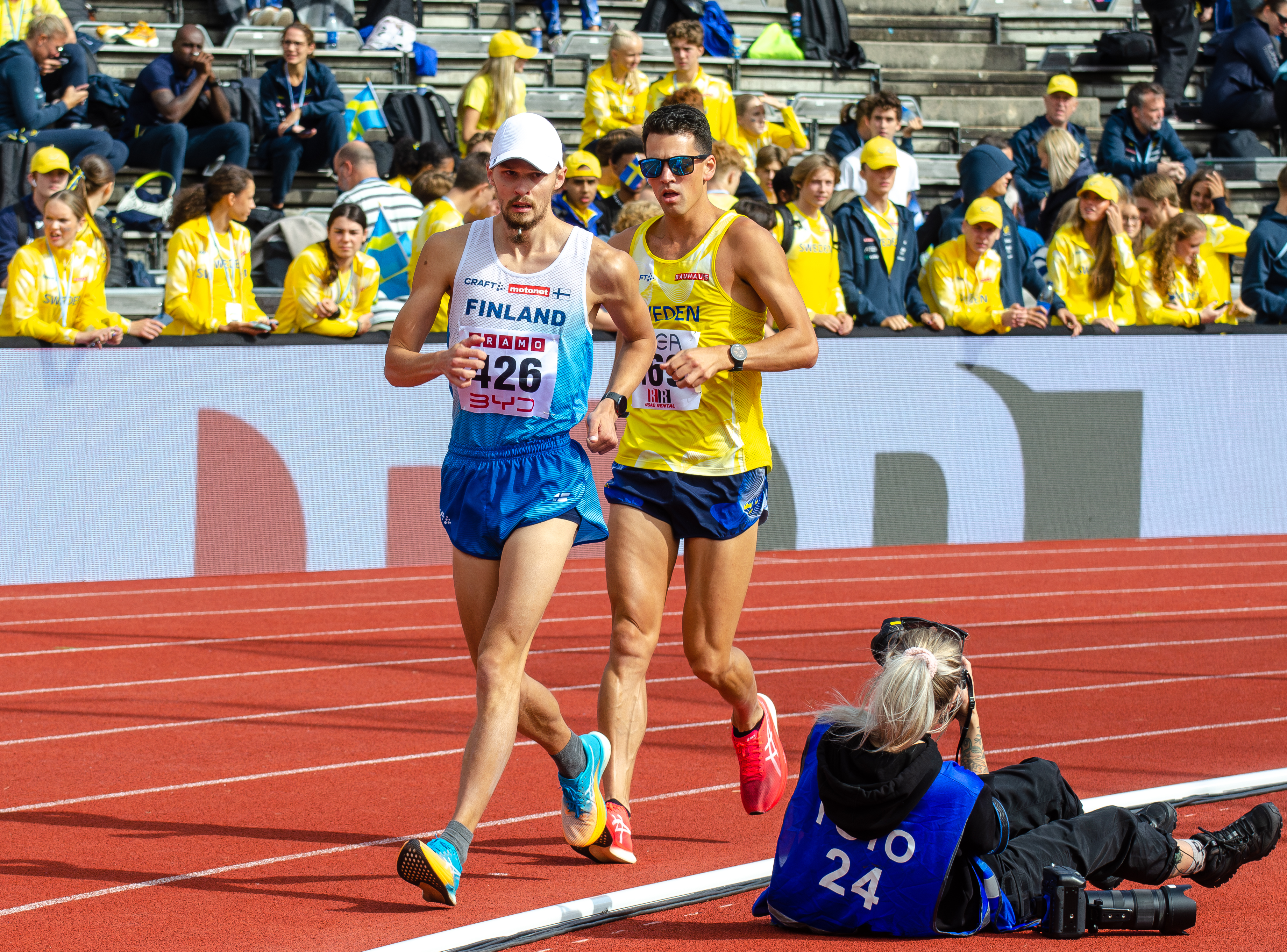
عکاس دراز می‌کشد تا زاویه خاصی را روی دوندگان الکسی اوجالا و پرسیوس کارلستروم در فینکامپن ۲۰۲۳ در استادیوم استکهلم ببیند.